# Affogato

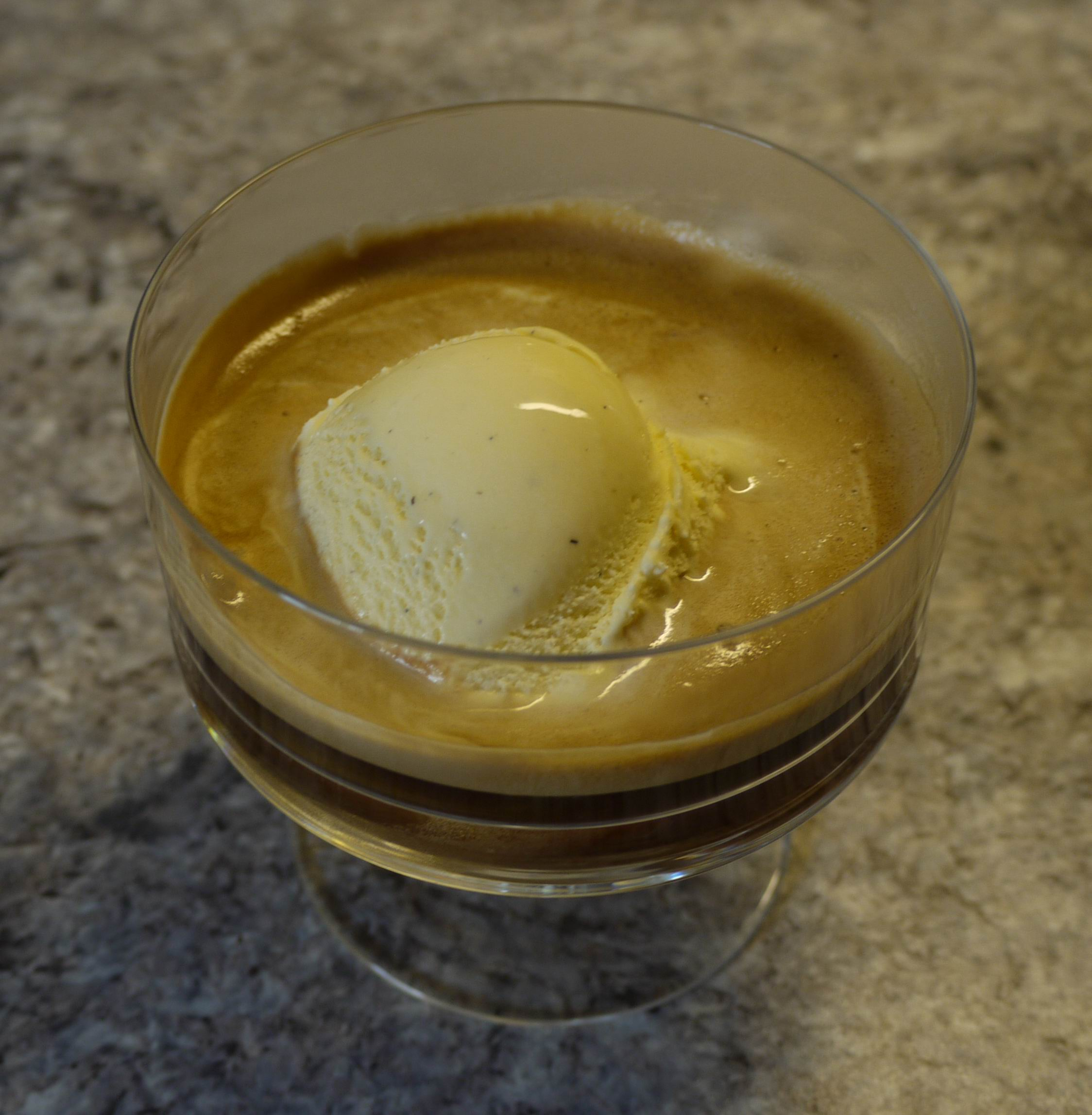
Affogato, postre a base de café espresso y helado

Un affogato (en idioma italiano: "ahogado") es un postre italiano a base de café. Por lo general consiste en una cucharada de helado de vainilla coronada o "ahogada" con un chorro de espresso caliente. Existen algunas variaciones donde se agrega un chorrito de amaretto, bicerin, o algún otro licor.
Si bien en los restaurantes y cafés en Italia el affogato es considerado un postre, en algunos restaurantes y cafés fuera de Italia se le considera una bebida. A veces se utiliza helado de sabores tales como coco, fresa y miel.
Si bien en Italia la receta del affogato es más o menos estándar, y consiste en una cucharada de helado de vainilla sobre la que se vuelca un chorro de café expreso, existen variaciones en los restaurantes ubicados en el resto de Europa y en Estados Unidos. El chef Jamie Oliver sugiere utilizar cucharadas de helado de vainilla con crocante de almendras tostadas, amaretti o biscotti, empapado en café tostado. Oliver también sugiere utilizar las sobras de los postres de Navidad tales como mousse de chocolate o tarta debajo de la cucharada de helado.